# بیستری تانیپ
بیستری تانیپ (باشقیری: Тере Танып, Етеҙ Танып) یک رودخانه در استان باشقیرستان کشور روسیه است.